# Liste von Werken in der Anderen Bibliothek
Dies ist eine  Liste von Werken in der Anderen Bibliothek (AB). Die Andere Bibliothek ist eine 1985 begründete Buchreihe, die bis 2004 von Hans Magnus Enzensberger herausgegeben und von Franz Greno gestaltet wurde. Die Reihe umfasst inzwischen mehr als 400 Bände. Es befinden sich auch Doppelbände darunter, z. B. 146/147 oder 157/158.

## Übersicht

### 1985
- 1 Lukian von Samosata: Lügengeschichten
- 2 Driss ben Hamed Charhadi: Ein Leben voller Fallgruben
- 3 Johann Gottfried Seume: Spaziergang nach Syrakus im Jahre 1802
- 4 Boris Savinkov: Erinnerungen eines Terroristen
- 5 Peter Christian Asbjørnsen, Jørgen Moe: Norwegische Märchen
- 6 Henry Charles Lea: Die Inquisition
- 7 Vitaliano Brancati: Schöner Antonio
- 8 Erika von Hornstein: Flüchtlingsgeschichten
- 9 Andreas Thalmayr: Das Wasserzeichen der Poesie
- 10 Gyula Illyés: Die Puszta
- 11 Jules Amédée Barbey d’Aurevilly: Diabolische Geschichten
- 12 Adolphe de Custine: Russische Schatten

### 1986
- 13 George Gissing: Zeilengeld
- 14 Karl August Varnhagen von Ense: Journal einer Revolution
- 15 Joseph von Hammer-Purgstall: Märchen aus Hundert und Einer Nacht
- 16 Josef Škvorecký: Feiglinge
- 17 Alexander von Humboldt: Ansichten der Natur
- 18 Laurence Sterne: Yoricks empfindsame Reise
- 19 Béla Szász:[1] Freiwillige für den Galgen
- 20 Ludwig Börne, Heinrich Heine: Ein deutsches Zerwürfnis
- 21 Isaac Bashevis Singer: Wahnsinnsgeschichten
- 22 Raymond Federman: Alles oder nichts
- 23 Mohammed Choukri: Das nackte Brot
- 24 Walter: Viktorianische Ausschweifungen

### 1987
- 25 Rudolf Borchardt: Der leidenschaftliche Gärtner
- 26 Lu Xun: Die große Mauer
- 27 Johann Georg von Hahn: Griechische Märchen
- 28 Emile Zola: Geld
- 29 Edward Gibbon: Verfall und Untergang des Römischen Reiches
- 30 Arthur Lehning: Unterhaltungen mit Bakunin
- 31 Nicolas Chamfort: Ein Wald voller Diebe
- 32 Isaak Babel: Erste Hilfe
- 33 Christian Enzensberger: Was ist was
- 34 Dezsö Kosztolányi: Anna
- 35 Johann Christian Ludwig Haken: Lebensbeschreibung des Seefahrers Nettelbeck
- 36 Claude Lévi-Strauss: Die eifersüchtige Töpferin

### 1988
- 37 Johann Wilhelm Wolf: Verschollene Märchen
- 38 Jacob Burckhardt: Historische Fragmente
- 39 Nancy Mitford: Englische Liebschaften
- 40 Gustave Flaubert: Jules und Henry
- 41 Boris Pilnjak: Mahagoni
- 42 Guillaume Raynal, Denis Diderot: Die Geschichte beider Indien
- 43 José Maria Eca de Queirós: Treulose Romane. Basilio und Alves
- 44 Christoph Ransmayr: Die letzte Welt
- 45 Rolf Vollmann: Shakespeares Arche
- 46 Rudolf Brunngraber: Karl und das zwanzigste Jahrhundert
- 47 Henri Joseph du Laurens: Mathieu oder die Ausschweifungen
- 48 Soeren Kierkegaard: Der Augenblick

### 1989
- 49 Wsewolod Iwanow: Die Rückkehr des Buddha
- 50 Laura Gonzenbach: Sizilianische Märchen
- 51 Francisco Delicado:[2] Lozana, die Andalusierin
- 52 Edmond und Jules de Goncourt: Blitzlichter
- 53 Alexander Herzen: Briefe aus dem Westen
- 54 Georges Darien: Der Dieb
- 55 Henry Walter Bates: Am Amazonas
- 56 Irene Dische: Fromme Lügen
- 57 William Pfaff: Die Gefühle der Barbaren
- 58 William Makepeace Thackeray: Barry Lyndon
- 59 Bernard Lewis: Die Assassinen
- 60 Denis Diderot: Briefe an Sophie

### 1990
- 61 Ernst Moritz Arndt: Märchen aus dem Norden
- 62 Gustav Radbruch, Heinrich Gwinner: Geschichte des Verbrechens
- 63 W. G. Sebald: Schwindel. Gefühle
- 64 Sadeq Hedayat: Die blinde Eule
- 65 Hans Magnus Enzensberger: Europa in Ruinen
- 66 Bernard de Fontenelle: Totengespräche
- 67 Karl Schlögel (Einl./Übers.): Wegzeichen
- 68 A. Pfabigan: Die andere Bibel
- 69 Nancy Mitford: Liebe unter kaltem Himmel
- 70 Krista Federspiel, Hans Weiss: Arbeit
- 71 Ryszard Kapuscinski: Der Fußballkrieg
- 72 Die Amouren des Marschalls von Richelieu

### 1991
- 73 Maurice Joly: Ein Streit in der Hölle
- 74 Judith Macheiner: Das grammatische Varieté
- 75 R. W. B. McCormack: Tief in Bayern
- 76 Volker Erbes: Die Spur des Schwimmers
- 77 Karl Schlögel: Das Wunder von Nishnij
- 78 Gabriele Goettle: Deutsche Sitten
- 79 Tudor Arghezi: Der Friedhof
- 80 Harald Hartung: Luftfracht. Internationale Poesie
- 81 Luis Martín-Santos: Schweigen über Madrid
- 82 Robert Kurz: Der Kollaps der Modernisierung
- 83 Emmanuel Berl: Geisterbeschwörung
- 84 Gustav von Schlabrendorf: Anti-Napoleon

### 1992
- 85 Mathias Greffrath: Montaigne
- 86 Charles Mackay: Zeichen und Wunder
- 87 Ian Buruma: Der Staub Gottes
- 88 A. J. Dunning: Extreme
- 89 Johan Turi: Erzählung vom Leben der Lappen
- 90 Kobo Abe: Der Schachtelmann
- 91 John Gregory Bourke: Das Buch des Unrats
- 92 Uwe Wesel: Fast alles was Recht ist
- 93 W. G. Sebald: Die Ausgewanderten
- 94 Elisabeth Ambras: Fernsteuerung
- 95 Claudia Schittek: Der Irrgarten
- 96 Ferdinando Galiani und Louise d’Épinay: Helle Briefe

### 1993
- 97 Miklós Hernádi:[3] Weiningers Ende
- 98 Anselm von Feuerbach: Merkwürdige Verbrechen
- 99 Félix Fénéon: 1111 wahre Geschichten
- 100 Wolfram von Eschenbach: Parzival
- 101 Vittorio Segre: Ein Glücksrabe
- 102 Einar Karason: Die Teufelsinsel
- 103 Albert Christian Sellner: Immerwährender Heiligenkalender
- 104 Ryszard Kapuscinski: Imperium. Sowjetische Streifzüge
- 105 Gerhard Stadelmaier: Letzte Vorstellung
- 106 Jane Kramer: Sonderbare Europäer
- 107 Georg Brunold: Nilfieber
- 108 Gaston Salvatore: Waldemar Müller

### 1994
- 109 Ernst Troeltsch: Die Fehlgeburt einer Republik. Spektator
- 110 Jan Kjaerstad: Rand
- 111 Gabriele Goettle: Deutsche Bräuche
- 112 Gregor Eisenhauer: Scharlatane
- 113 Friedrich Reck: Tagebuch eines Verzweifelten
- 114 John Aubrey: Lebens=Entwürfe
- 115 Rudi Palla: Verschwundene Arbeit
- 116 Otto A. Böhmer: Der Hammer des Herrn
- 117 Waverley Root: Das Mundbuch
- 118 Charles Panati: Universalgeschichte der ganz gewöhnlichen Dinge
- 119 Georg Brunold: Afrika gibt es nicht
- 120 Samuel Butler: Erewhon oder Jenseits der Berge

### 1995
- 121 Irene Nemirovsky: Der Fall Kurilow. David Golder
- 122 Hans Magnus Enzensberger: Nie wieder!
- 123 Ryszard Kapuscinski: König der Könige
- 124 Leon Bloy: Auslegung der Gemeinplätze
- 125 Judith Macheiner: Übersetzen
- 126 Hans Scherer: Stopover
- 127 Einar Karason: Die Goldinsel
- 128 V. S. Naipaul: Dunkle Gegenden
- 129 Anselm von Feuerbach, Georg Friedrich Daumer: Kaspar Hauser
- 130 W. G. Sebald: Die Ringe des Saturn
- 131 Jürgen Manthey: In Deutschland und um Deutschland herum
- 132 Amos Elon: Nachrichten aus Jerusalem 1968–1994

### 1996
- 133 Wassili Rosanow: Abgefallene Blätter
- 134 Peter Fleming: Tataren-Nachrichten
- 135 Jean Paul: Ideen-Gewimmel
- 136 Margret Boveri: Tage des Überlebens
- 137 Henry Mayhew: Die Armen von London
- 138 Robert Darnton: Denkende Wollust
- 139 Ulrich Enzensberger: Georg Forster
- 140 Machado de Assis: Der geheime Grund
- 141 Hans Christian Andersen: Schräge Märchen
- 142 Richard Swartz: Room Service
- 143 Bernd Neuzner, Horst Brandstätter: Wagner. Lehrer Dichter Massenmörder
- 144 Johann Michael Sailer: Die Weisheit auf der Gasse

### 1997
- 145 Anita Albus: Die Kunst der Künste
- 146/147 Rolf Vollmann: Die wunderbaren Falschmünzer
- 148 Gerhard Stadelmaier: Traumtheater
- 149 Anselm Jappe: Schade um Italien!
- 150 André Gide: Schwurgericht. Drei Bücher vom Verbrechen
- 151 Johann Fischart: Affentheurlich Naupengeheurliche Geschichtsklitterung
- 152 Gabriele Goettle: Deutsche Spuren
- 153 Rudi Palla: Die Kunst, Kinder zu kneten
- 154 Raoul Schrott: Die Erfindung der Poesie
- 155 Peter Fleming: Die Belagerung zu Peking
- 156 Elisabeth Lenk, Katharina Kaever: Peter Kürten, genannt der Vampir von Düsseldorf

### 1998
- 157/158 Achim von Arnim, Clemens Brentano: Freundschaftsbriefe
- 159 Frank Böckelmann: Die Gelben, die Schwarzen, die Weißen
- 160 Adriano Sofri: Der Knoten und der Nagel
- 161 Henri Michaux: Ein Barbar auf Reisen
- 162 Erwin Blumenfeld: Einbildungsroman
- 163 Xenophon: Sokratische Denkwürdigkeiten
- 164 Petra Morsbach: Opernroman
- 165 Gilbert Keith Chesterton: Ketzer
- 166 Margaret Visser:[4] Mahlzeit!
- 167 Mavis Gallant: Transitgäste
- 168 Iwan Gontscharow: Für den Zaren um die halbe Welt

### 1999
- 169 William Alexander Gerhardie: Vergeblichkeit
- 170 Denis Diderot: Jakob und sein Herr
- 171 Uwe Schmitt: Tokyo Tango
- 172 Georg Brunold u. a.: Fernstenliebe
- 173 Ulrich Enzensberger: Herwegh
- 174 Saul K. Padover: Lügendetektor
- 175 Czeslaw Milosz: Das Tal der Issa
- 176 Nell Kimball: Memoiren aus dem Bordell
- 177 Ryszard Kapuscinski: Afrikanisches Fieber
- 178 Heinrich Breloer: Geheime Welten
- 179 Sigurd Mathiesen:[5] Das unruhige Haus
- 180 Eric Hoffer: Der Fanatiker und andere Schriften

### 2000
- 181 Ford Madox Ford: Die allertraurigste Geschichte
- 182 Louis-Sébastian Mercier: Pariser Nahaufnahmen
- 183 José Maria Guelbenzu:[6] Spanische Hunger- und Zaubermärchen
- 184 Hjalmar Söderberg: Die Spieler
- 185 Wilhelm Busch: Da grunzte das Schwein, die Englein sangen
- 186 William Howard Russell: Meine sieben Krieg
- 187 Gilbert Keith Chesterton: Orthodoxie
- 188 Charles Darwin: Der Ausdruck der Gemütsbewegungen
- 189 Manfred Koch, Angelika Overath: Schlimme Ehen
- 190 Martin Beradt: Die Straße der kleinen Ewigkeit
- 191 Gabriele Goettle: Die Ärmsten!
- 192 Iwan Bunin: Liebe und andere Unglücksfälle

### 2001
- 193 Ursula Naumann: Pribers Paradies
- 194 Maurice Joly: Das Handbuch des Aufsteigers
- 195 Jochen Hörisch: Der Sinn und die Sinne
- 196 Hans Magnus Enzensberger: Krieger ohne Waffen
- 197 Anatolij Marienhof: Der rasierte Mann und Zyniker
- 198 Ulrich Enzensberger: Parasiten
- 199 Steffen Radlmaier: Der Nürnberger Lernprozeß
- 200 Tor Age Bringsvaerd: Die wilden Götter
- 201 Jean-Jacques Schuhl: Ingrid Caven
- 202 Martin Mosebach: Der Nebelfürst
- 203 Judith Macheiner: Englische Grüße
- 204 Hans Christoph Buch: Blut im Schuh

### 2002
- 205 Witold Gombrowicz: Sakrilegien
- 206 Eric Newby: Ein Spaziergang im Hindukusch
- 207 Giacomo Leopardi: Das Massaker der Illusionen
- 208 Werner Bartens u. a.: Letztes Lexikon
- 209 Jan Stage:[7] Niemandsländer
- 210 Stefan Sullivan: Sibirischer Schwindel
- 211 Enn Vetemaa, Kat Menschik: Die Nixen von Estland
- 212 Hans-Georg Behr: Fast eine Kindheit
- 213 Peter Haffner: Grenzfälle
- 214 Andreas Urs Sommer: Die Kunst, selber zu denken
- 215 Anita Albus: Paradies und Paradox
- 216 Konstantin Paustowskij: Der Beginn eines verschwundenen Zeitalters

### 2003
- 217 Koen Brams: Erfundene Kunst
- 218 Jorge Luis Borges: Eine neue Widerlegung der Zeit
- 219 Moebius: Zeichenwelt
- 220 Edward Gibbon: Der Sieg des Islam
- 221 Anonyma: Eine Frau in Berlin
- 222 Gustave Flaubert: Bouvard und Pécuchet
- 223 Sybille Bedford: Ein Vermächtnis
- 224 Dietmar Dath: Höhenrausch
- 225 Per Hoejholt: Auricula
- 226 Prinz Asfa-Wossen Asserate: Manieren
- 227 Cord Riechelmann: Bestiarium
- 228 Robert Burton: Die Anatomie der Schwermut

### 2004
- 229 Philipp Blom: Sammelwunder, Sammelwahn
- 230 Marie-Luise Scherer: Der Akkordeonspieler
- 231 Sören Kierkegaard: Geheime Papiere
- 232 Ludovico Ariosts Rasender Roland nacherzählt von Italo Calvino
- 233 Lewis Wolpert: Unglaubliche Wissenschaft
- 234 Edward Hallett Carr: Romantiker der Revolution
- 235 Hans Christoph Buch: Tanzende Schatten
- 236 Gabriele Goettle: Experten
- 237 Robert Byron: Der Weg nach Oxiana
- 238 Gabriele Riedle: Versuch über das wüste Leben
- 239 Jochen Hörisch: Theorie-Apotheke
- 240 Oliver Lubrich: Reisen ins Reich 1933 bis 1945

### 2005
- 241 Alberto Savinio: Mein privates Lexikon
- 242 Antonia S. Byatt: Stern- und Geisterstunden
- 243 Philipp Blom: Das vernünftige Ungeheuer
- 244 Roswitha Quadflieg: Requiem für Jakob
- 245 Friedrich Schiller: Schillers Pitaval
- 246 Reinhard Kaiser, Elena Balzamo: Warum der Schnee weiß ist
- 247 John Reed: Eine Revolutionsballade. Mexico 1914
- 248 August Strindberg: Das Blaue Buch
- 249 Otto Kallscheuer: Die Wissenschaft vom Lieben Gott
- 250 Veronica Buckley: Christina – Königin von Schweden: Das rastlose Leben einer europäischen Exzentrikerin
- 251 Bernard Dupriez, Reinhard Krüger: Gradus ad Parnassum
- 252 Ryszard Kapuscinski: Meine Reisen mit Herodot

### 2006
- 253 James Thurber: Vom Mann, der die Luft anhielt
- 254 Magnus Hirschfeld: Weltreise eines Sexualforschers
- 255 D’Arcy Wentworth Thompson: Über Wachstum und Form
- 256 Adolph Freiherr Knigge: Benjamin Noldmanns Geschichte der Aufklärung in Abyssinien
- 257 Georg Brunold: Ein Haus bauen
- 258 Karl Wilhelm Weeber: Romdeutsch
- 259 Charles Sealsfield: Ralph Doughby’s Esq. Brautfahrt
- 260 Albert Christian Sellner: Immerwährender Päpstekalender
- 261 Olaus Magnus: Die Wunder des Nordens
- 262 P. J. O’Rourke: Reisen in die Hölle und andere Urlaubsschnäppchen
- 263 Nicolas Gomez Davila: Das Leben ist die Guillotine der Wahrheiten
- 264 Antonius Anthus: Vorlesungen über die Eßkunst

### 2007
- 265 Wolfgang Schlüter: Anmut und Gnade
- 266 Oliver Lubrich: Berichte aus der Abwurfzone
- 267 Curzio Malaparte: Zwischen Erdbeben
- 268 Steffen Jacobs: Der Lyrik-TÜV
- 269 Ilija Trojanow: Nomade auf vier Kontinenten
- 270 Evelyn Waugh: Befremdliche Völker, seltsame Sitten
- 271 Domingo Faustino Sarmiento: Barbarei und Zivilisation
- 272 Florian Felix Weyh: Die letzte Wahl
- 273 Tilman Spreckelsen: Gralswunder und Drachentraum
- 274 Stephen Kinzer: Putsch!
- 275 Margaux de Weck: Ich habe Dich beim Namen gerufen
- 276 Milán Füst: Die Geschichte meiner Frau

### 2008
- 277 Sergio Luzzatto: Il Duce
- 278 Rohan Kriwaczek: Eine unvollständige Geschichte der Begräbnis-Violine[8]
- 279 Robert Neumann: Die Kinder von Wien
- 280 Christine Grän: Heldensterben
- 281 Eckart Kleßmann: Universitätsmamsellen
- 282 Winston S. Churchill: Kreuzzug gegen das Reich des Mahdi
- 283 Robert Olmstead: Der Glanzrappe
- 284 Fred Licht: Villa Ginestra
- 285 James R. Gaines: Das musikalische Opfer
- 286 Klaus-Jürgen Liedtke: Die versunkene Welt
- 287 Hans Christoph Buch: Sansibar Blues
- 288 Cecil Lewis: Schütze im Steigflug

### 2009
- 289 Susanne Röckel: Vergessene Museen
- 290 August Strindberg: Unter französischen Bauern
- 291 Hugh Trevor-Roper: Der Eremit von Peking
- 292 Hazel Rosenstrauch: Wahlverwandt und ebenbürtig
- 293 Géza Ottlik: Die Schule an der Grenze
- 294 Bernd Jürgen Warneken: Schubart
- 295 Manfred Henningsen: Der Mythos Amerika
- 296/297 Hans Jacob Christoffel von Grimmelshausen: Simplicissimus
- 298 Marko Martin: Schlafende Hunde
- 299 Cordt Schnibben: Wegelagerer
- 300 Célestin Guittard: In Pantoffeln durch den Terror

### 2010
- 301 Sheilah Graham:[9] Die furchtlosen Memoiren der Sheilah Graham
- 302 Gerhard Henschel: Menetekel
- 303 Kati Marton: Die Flucht der Genies
- 304 Stig Dagerman: Schwedische Hochzeitsnacht
- 305 Friedrich Sieburg: Die Lust am Untergang
- 306 David R. Slavitt: Alice über alles
- 307 Eckart Kleßmann: Goethe und seine lieben Deutschen
- 308 Kerstin Holm: Moskaus Macht und Musen
- 309 Antje Vollmer: Doppelleben
- 310 Hans Jacob Christoffel von Grimmelshausen: Lebensbeschreibung der Erzbetrügerin und Landstörzerin Courage / Der seltsame Springinsfeld
- 311 James Palmer: Der blutige weiße Baron
- 312 Karl-Wilhelm Weeber: Rom sei Dank!

### 2011
- 313 Salka Viertel: Das unbelehrbare Herz
- 314 Hans Christoph Buch: Apokalypse Afrika oder Schiffbruch mit Zuschauern
- 315 Joyce Carol Oates: Die Lästigen
- 316 Marc Schweska: Zur letzten Instanz
- 317 Paul Valéry: Ich grase meine Gehirnwiese ab (Hrsg.: Th. Stölzel)
- 318 Marcello Fois: Die schöne Mercede und der Meisterschmied
- 319 Michael Thumann: Der Islam-Irrtum
- 320/321 Ilja Ilf, Jewgeni Petrow: Das eingeschossige Amerika
- 322 Norbert Leithold: Friedrich II. von Preußen
- 323 Heiner Boehncke, Hans Sarkowicz: Grimmelshausen
- 324 Deborah Dixon: Der Mona Lisa Schwindel

### 2012
- 325 Edwin Geist: Stündlich zähle ich die Tage …
- 326 Andreas Urs Sommer: Lexikon der imaginären philosophischen Werke
- 327 Gabriele Riedle: Überflüssige Menschen
- 328 Hans Jacob Christoffel von Grimmelshausen: Das wunderbarliche Vogelnest
- 329 Raymond Roussel: Locus Solus
- 330 Marcus Hernig: Eine Himmelsreise. China in sechs Gängen
- 331 Fritz Rudolf Fries: Der Weg nach Oobliadooh
- 332 Gilbert Keith Chesterton: Die Paradoxe des Mr. Pond
- 333 Dino Buzzati: Die Tatarenwüste
- 334 Gilles Rozier: Im Palast der Erinnerung
- 335 Reinhard Blomert: Adam Smiths Reise nach Frankreich oder die Entstehung der Nationalökonomie
- 336 Vladimir Jabotinsky: Die Fünf

### 2013
- 337 Karl Philipp Moritz: Reisen eines Deutschen in Italien
- 338 Simone Stölzel: Nachtmeerfahrten
- 339 U. D. Bauer: O.T.
- 340 Ilja Ilf, Jewgeni Petrow: Das Goldene Kalb
- 341 Enrique Vila-Matas: Dublinesk
- 342 Christian Enzensberger: Nicht Eins und Doch
- 343 Kati Marton: Volksfeinde. Der Weg meiner Familie nach Amerika
- 344 James Agee: Preisen will ich die großen Männer
- 345 Marko Martin: Die Nacht von San Salvador
- 346 Robert James Fletcher:[10] Inseln der Illusion. Briefe aus der Südsee
- 347 Henriette Herz in Erinnerungen, Briefen, Zeugnissen
- 348 Albert Londres: Ein Reporter und nichts als das

### 2014
- 349 Michel de Montaigne: Tagebuch der Reise
- 350 Macedonio Fernández: Das Museum von Eternas Roman
- 351 Grigori Kanowitsch: Ewiger Sabbat
- 352 Blaise Cendrars: Moravagine – Roman eines Monsters
- 353 Marcello Fois: Zwischen den Zeiten
- 354 Marc Schweska: Das Kompendium der Geheimhaltung und Täuschung
- 355 Charles-Augustin Saint-Beuve: Menschen des XVIII. Jahrhunderts
- 356 Hanns Heinz Ewers: Lustmord einer Schildkröte
- 357 Jack El-Hai: Der Nazi und der Psychiater
- 358 Sinaida Hippius: Petersburger Tagebücher 1914–1919
- 359 Selma Lagerlöf: Nils Holgerssons wunderbare Reise durch Schweden
- 360 Johann Wolfgang von Goethe: Lotte meine Lotte

### 2015
- 361 Johann Wolfgang von Goethe: Lotte meine Lotte
- 362 Heinrich und Christine Gondela: Auf der Reise ins Paradies
- 363 Michael Glawogger: 69 Hotelzimmer
- 364 Peter James Bowman: Ein Glücksritter
- 365 Paul Theroux: Basar auf Schienen. Eine Reise um die halbe Welt
- 366 Jochen Hörisch: Weibes Wonne und Wert: Richard Wagners Theorie-Theater
- 367 Michail Ossorgin: Eine Straße in Moskau
- 368 Rebecca Messbarger: Signora Anna, Anatomin der Aufklärung
- 369 Selma Lagerlöf: Die Saga von Gösta Berling
- 370 Ilija Trojanow: Durch Welt und Wiese
- 371 Ilja Ilf; Jewgeni Petrow: Kolokolamsk
- 372 Lafcadio Hearn: Japans Geister

### 2016
- 373 Robert Byron: Europa 1925
- 374 Gilbert K. Chesterton: Vier verehrungswürdige Verbrecher
- 375 Ilja Ehrenburg: Das bewegte Leben des Lasik Roitschwantz
- 376 Miguel de Cervantes: Die Irrfahrten von Persiles und Sigismunda
- 377 Leonardo Sciascia: Das ägyptische Konzil
- 378 Hanna Diyāb: Von Aleppo nach Paris
- 379/380 Eduard Engel: Deutsche Stilkunst
- 381 Andreas Platthaus: Das geht ins Auge
- 382 Michail Ossorgin: Zeugen der Zeit
- 383/384 Johann David Wyß: Der Schweizerische Robinson

### 2017
- 385 Frank Böckelmann, Dietrich Leube: Entkommen oder Not macht erfinderisch
- 386 Rainer Schmitz: Ergötzliche Nächte
- 387 Thilo Bock, Wilfried Ihrig, Ulrich Janetzki: Ich kieke, staune, wundre mir
- 388 Enrique Vila-Matas: Kassel: eine Fiktion
- 389 Giacomo Leopardi: Opuscula moralia
- 390 Viktor Schklowskij: Sentimentale Reise
- 391 Heiner Boehncke, Hans Sarkowicz, Joachim Seng: Monsieur Göthé
- 392 Theodore Dreiser: Sister Carrie
- 393 Barbara Zoeke: Die Stunde der Spezialisten
- 394 Edmond und Jules de Goncourt: Manette Salomon
- 395 Marcel Proust: Das Flimmern des Herzens
- 396 Moische Kulbak: Die Selmenianer

### 2018
- 397 Ricarda Huch: Die Romantik
- 398 Burkhard Müller, Thomas Steinfeld: Deutsche Grenzen
- 399 Klaus-Jürgen Liedtke: Nachkrieg und Die Trümmer von Ostpreußen
- 400 Apuleius: Metamorphosen oder Der goldne Esel (Band 400)
- 401 Iso Camartin: Die Kunst des Lobens
- 402 Essad Bey: Öl und Blut im Orient
- 403 Die Morgendämmerung der Worte: Moderner Poesie-Atlas der Roma und Sinti
- 404 Gabriela Adameşteanu: Verlorener Morgen
- 405 Friedrich Luft: Über die Berliner Luft
- 406 Jules Verne: Die Jangada
- 407 Daniel Defoe: Der Consolidator
- 408 Jean Giono: Ein Mensch allein

### 2019
- 409 Arnold Höllriegel: Die Derwischtrommel
- 410 Lothar Müller: Freuds Dinge
- 411/412 Johann Karl Wezel: Herrmann und Ulrike
- 413 Bettine von Arnim: Letzte Liebe
- 414 Georg Hermann: Kubinke
- 415 Marko Martin: Dissidentisches Denken
- 416 Antje Vollmer, Hans-Eckardt Wenzel: Konrad Wolf
- 417 Der Königsspiegel
- 418 San’yutei Enchō: Die Pfingstrosenlaterne
- 419 Honoré de Balzac: Musikalische Gemälde
- 420 Grey Owl: Pfade in der Wildnis

### 2020
- 421 Olga Forsch: Russisches Narrenschiff
- 422 Robert Byron: Der Berg Athos
- 423 Rolf Vollmann: Frauenkatalog 1200, in zehn Bildern
- 424 Albert Londres: Afrika, in Ketten
- 425 Alphonse Karr: Reise um meinen Garten
- 426 Nadeschda Mandelstam: Erinnerungen an das Jahrhundert der Wölfe
- 427 Miklós Szentkuthy: Apropos Casanova
- 428 Heiner Boehncke, Hans Sarkowicz: Der fremde Ferdinand
- 429 Hans-Jürgen Heinrichs: Der kürzeste Weg führt um die Welt
- 430 Michael Thumann: Der neue Nationalismus
- 431 Chaim Grade: Von Frauen und Rabbinern

### 2021
- 432 Christoph Sehl: Die Heiligen Drei Könige
- 433 Alexander Kareno: Auto halt!
- 434 Grete De Francesco: Die Macht des Charlatans
- 435 Karl Immermann: Münchhausen: Eine Geschichte in Arabesken
- 436 Philippe Monnier: Venedig: im achtzehnten Jahrhundert
- 437 Gilbert White: Die Erkundung von Selborne durch Reverend Gilbert White
- 438 Gregor Hens: Die Stadt und der Erdkreis
- 439 Louis Kaplan: Vom jüdischen Witz zum Judenwitz
- 440 Sabine Appel: Unser Rousseau
- 441 Catherine Gore: Der Geldverleiher
- 442 Georg Hermann: Die Nacht des Dr. Herzfeld & Schnee

### 2022
- 444 Heinz Rölleke (Hrsg.): Das Weihnachtsbuch
- 445 Iwan Schmeljow: Der Mensch aus dem Restaurant
- 446 Joseph Roth: Rot und Weiß. Wanderer zwischen Städten
- 447 Gabriele Riedle: In Dschungeln. In Wüsten. Im Krieg
- 448 Johann Wallbergens Sammlung Natürlicher Zauberkünste
- 449 Emilio De Marchi: Baron Santafusca und der Priester aus Neapel
- 450 Hans Ostwald: Lieder aus dem Rinnstein
- 451 Marcus Hernig: Ferdinand von Richthofen. Der Erfinder der Seidenstraße
- 452 Ricarda Willimann: Wer war ich?
- 453 Die großen Brände. Ein Roman von 25 russischen Autoren
- 454 William Beckford: Träume, Gedankenspiele und Begebenheiten
- 455 Alphonse Daudet: Jack. Sitten der Zeit

### 2023
- 443 Jules Michelet: Die Hexe
- 456 Jürgen Engler (Hrsg.): Lyrische Menschenkunde
- 457 Karl-Heinz Göttert: Massen in Bewegung. Über Menschenzüge
- 458 Andrzej Bobkowski: Hinter dem Wendekreis
- 459 Iwan Schmeljow: Der Toten Sonne
- 461 Gabriela Adameşteanu: Der Trevi-Brunnen
- 462 Matthew Phipps Shiel: Die purpurne Wolke
- 463 Klara Blum: Der Hirte und die Weberin
- 464 Arnon Grünberg: Gstaad
- 465 Mohamed Choukri: Zeit der Fehler
- 466 Asfa-Wossen Asserate: Deutsch vom Scheitel bis zur Sohle
- 467 Wolfgang Morgenroth (Hrsg.): Das Papageienbuch
- 468 Willa Cather: Der verwunschene Fels und andere Erzählungen

### 2024
- 469 Ernst Toller: Eine Jugend in Deutschland
- 460 Wolf von Niebelschütz: Ein Geisterfrühstück
- 470 Dénes Krusovszky: Das Land der Jungen
- 471 Edith Anderson: A Man’s Job
- 472 Walt Whitman: Besondere Tage
- 473 Shashi Tharoor: Zeit der Finsternis
- 474 Thea Sternheim: Die Pariser Jahre
- 475 Petra Müller, Constanze Neumann (Hrsg.): Ciao Italia! Eine weibliche Reiseverführung
- 476 Arnold Zweig: De Vriendt kehrt heim
- 477 Mara Delius, Marc Reichwein (Hrsg.): 111 Actionszenen der Weltliteratur
- 478 Edith Anderson (Hrsg.): Blitz aus heiterm Himmel
- 479 Ivy Compton-Burnett: Ein Haus und seine Hüter
- 480 Stefan Weidner (Hrsg.): Der arabische Diwan

### 2025
- 481 Anna Langfus: Gepäck aus Sand
- 482 Ilija Trojanow: Das Buch der Macht
- 483 Curt Bloch: Das Unterwasser-Cabaret 1943–1945
- 484 Alain Claude Sulzer (Hrsg.): Haydn!
- 485 Giovanni Boccaccio: Filocolo oder Die verschlungenen Wege der Liebe

### Sonderbände
- Michel de Montaigne: Essais (1998)
- Anette Selg (Hrsg.): Die Welt der Encyclopédie (2001)
- Alexander von Humboldt: Ansichten der Kordilleren und Monumente der eingeborenen Völker Amerikas (2004)
- Alexander von Humboldt: Kosmos (2004, Neuausgabe 2014)
- Michel de Montaigne: Von der Kunst, das Leben zu lieben (2005)
- Georg Forster: Reise um die Welt (2007)
- Michel de Montaigne: Von der Lust, auf dieser Erde zu leben (2008)
- Johann Friedrich Naumann: Die Vögel Mitteleuropas (2009)
- Heinz Rölleke, Albert Schindehütte: Es war einmal. Die wahren Märchen der Brüder Grimm und wer sie ihnen erzählte (2011)
- Adelbert von Chamisso: Reise um die Welt (2012)
- Uwe Bremer, Albert Schindehütte, Johannes Vennekamp, Arno Waldschmidt: Die Druckwerkstatt der Dichter. Rixdorfer Wort- und Bilderbögen (2013)
- Anette Selg (Hrsg.): Diderots Enzyklopädie (2013)
- Johann Kaspar Riesbeck: Briefe eines reisenden Franzosen über Deutschland an seinen Bruder in Paris (2013)
- Tausend und Ein Tag. Morgenländische Erzählungen (2014)
- Ludwig Emil Grimm: Lebenserinnerungen des Malerbruders (2015)
- Maximilian Prinz zu Wied-Neuwied: Reise nach Brasilien in den Jahren 1815 bis 1817 (2015)
- Georg Forster: Ansichten vom Niederrhein (2016)
- Alexander von Humboldt: Mein vielbewegtes Leben (2017)
- Stefan Zweig: Erasmus von Rotterdam & Montaigne (2017)
- Denis Diderot: Dies ist keine Erzählung. Aufklärerische Geschichten (2018)
- Carsten Niebuhr: Reisebeschreibung nach Arabien und andern umliegenden Ländern (2018)
- Ernst Dronke: Berlin (2019)